# Jardol
Jardol (en cyrillique : Јардол) est un village de Bosnie-Herzégovine. Il est situé dans la municipalité de Vitez, dans le canton de Bosnie centrale et dans la fédération de Bosnie-et-Herzégovine. Selon les premiers résultats du recensement bosnien de 2013, il compte 747 habitants.

## Démographie

### Évolution historique de la population dans la localité
| 1948 | 1953 | 1961 | 1971 | 1981 | 1991 | 2013 |
| ---- | ---- | ---- | ---- | ---- | ---- | ---- |
| -    | -    | 515  | 845  | 855  | 717  | 747  |

|  |

### Communauté locale
En 1991, la communauté locale de Jardol comptait 1 806 habitants, répartis de la manière suivante :